# Andreasviertel

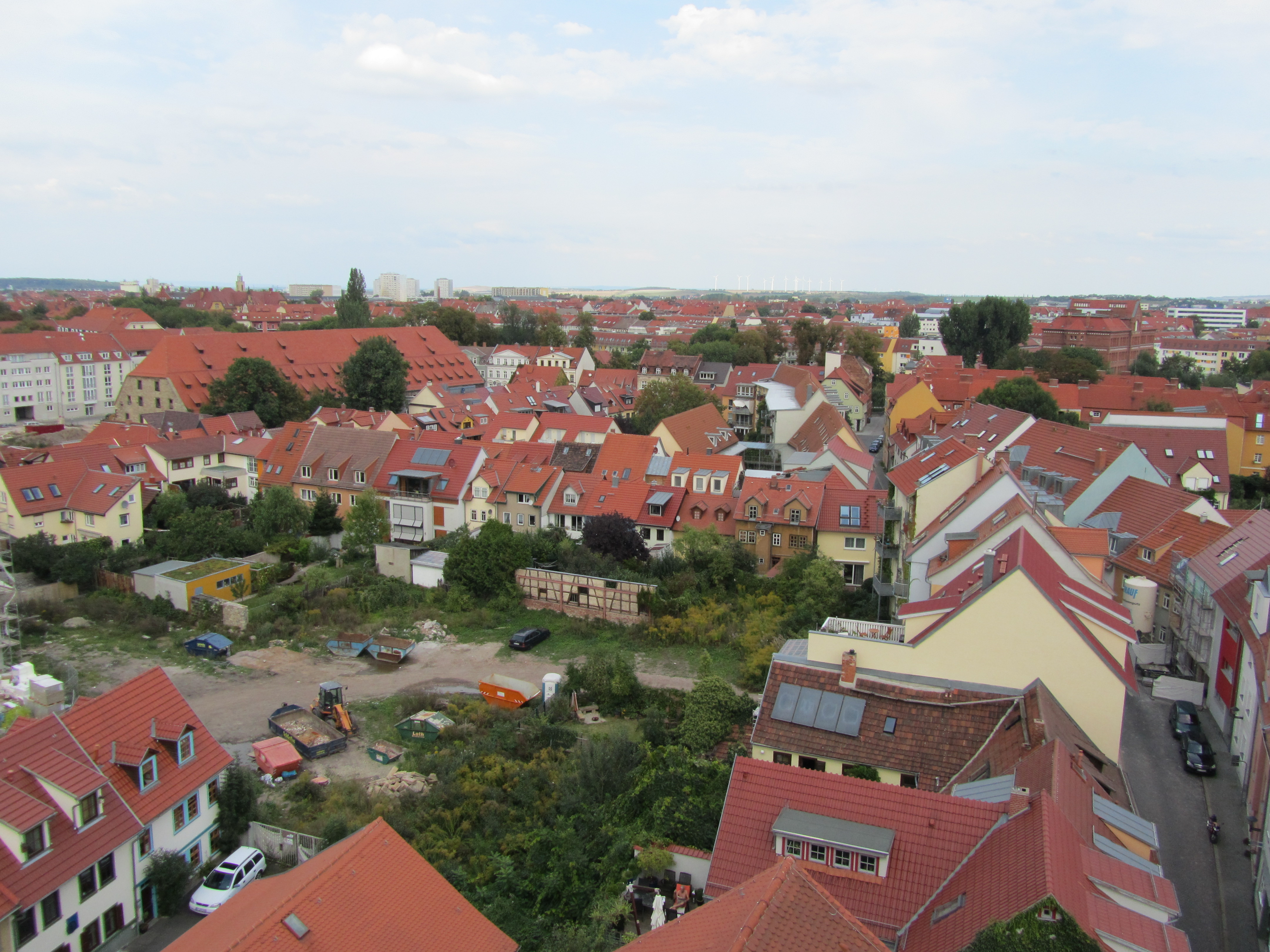
Blick über das nördliche Andreasviertel mit dem Kornspeicher vom Turm der Andreaskirche aus

Das Andreasviertel ist ein durch besonders kleinteilige Bebauung geprägtes Quartier im Norden der Altstadt von Erfurt. Bekanntheit erlangte es als Streitobjekt der Städtebaupolitik in der zweiten Hälfte des 20. Jahrhunderts.

## Geografie
Das Andreasviertel liegt nördlich des Domplatzes in der Altstadt. Begrenzt wird es durch die Andreasstraße im Westen, die ehemalige Stadtmauer im Norden, die Gera im Osten und die Pergamentergasse im Süden. Westlich des Andreasviertels erhebt sich die Zitadelle Petersberg, südlich liegt der Kern der Altstadt mit dem Rathaus, östlich liegen das Johannesviertel und die historische Johannesvorstadt und nördlich die Andreasvorstadt. Der Kern des Andreasviertels sind die Quergassen zwischen Andreasstraße und Michaelis-/Moritzstraße.

## Geschichte

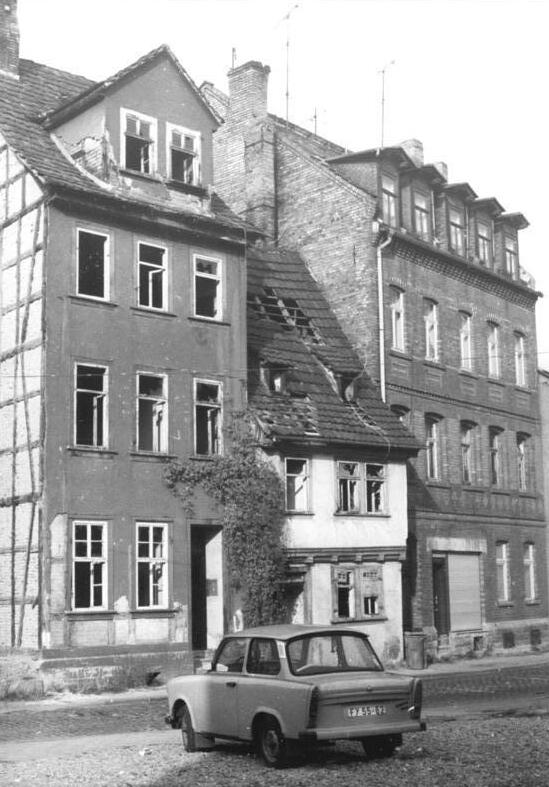
1989 prägte Verfall das Bild des Viertels

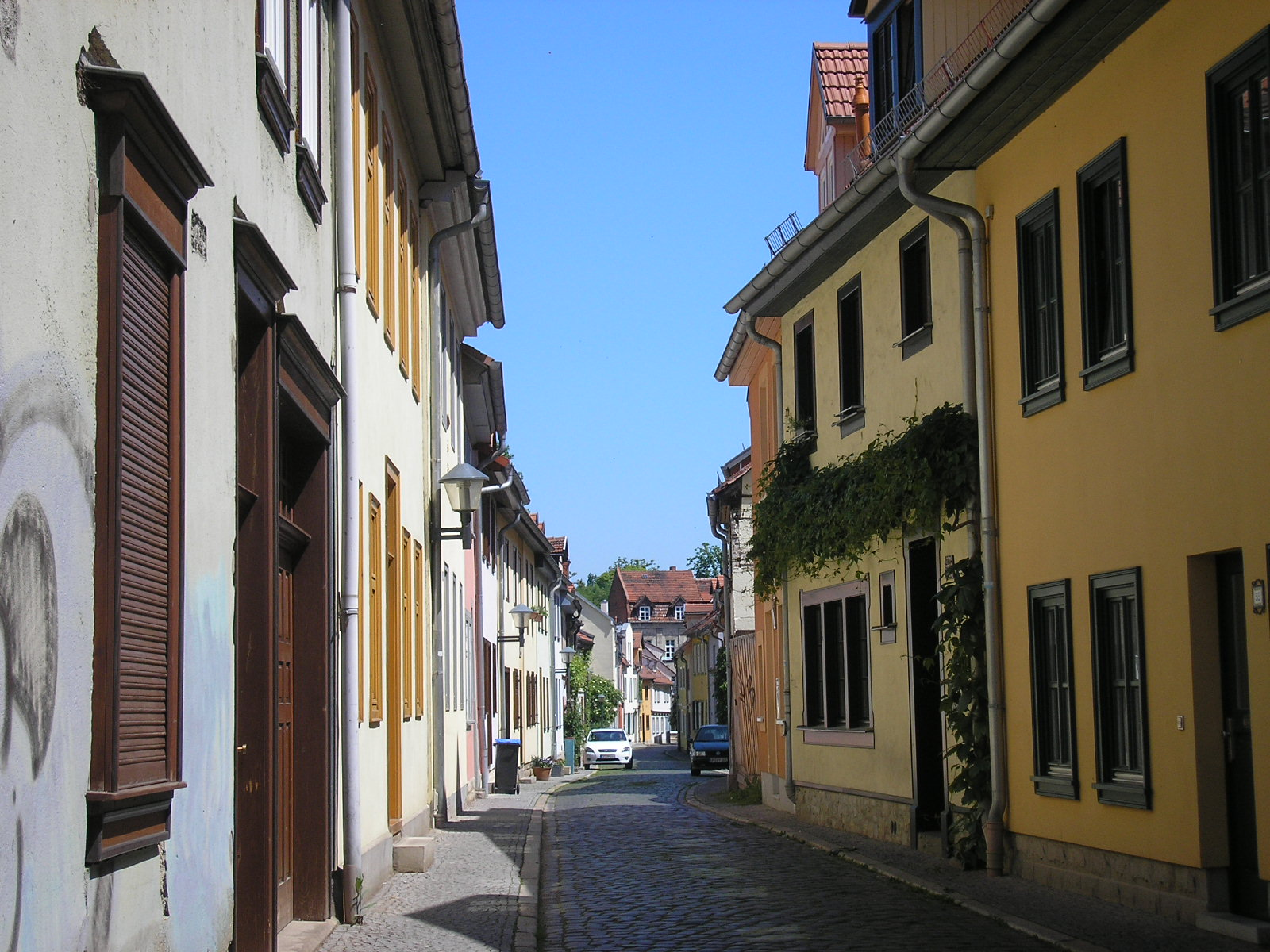
2009 ist ein hoher Sanierungsstand erreicht

Das Andreasviertel entstand um das Jahr 1000 herum zur Versorgung des angrenzenden Petersbergs. Später siedelten sich hier hauptsächlich Handwerker an, weshalb es im Andreasviertel keine bürgerlichen Prachtbauten wie in anderen Teilen der Altstadt gibt. So entwickelte sich das Andreasviertel mit seinen kleinen Fachwerkhäusern zu einem der ärmeren Viertel der Stadt und wurde schon zum Beginn des 20. Jahrhunderts als überholter „Schandfleck“ betrachtet. In den 1920er-Jahren entstand mit dem Moritzhof ein erster Neubau, nachdem vorgesehen war, das Andreasviertel nach und nach neu zu bebauen. Zu weiteren Maßnahmen kam es vor dem Zweiten Weltkrieg allerdings nicht.
In der DDR wurden die Pläne zur Umgestaltung des Andreasviertels wiederaufgenommen. In den 1960er-Jahren wurden Pläne entworfen, die einen Komplettabriss des Viertels vorsahen. Auch das alte Straßengitter sollte aufgegeben werden. An seine Stelle sollte die Fortsetzung des bisher jenseits der Gera endenden Juri-Gagarin-Rings als vierspurige Ringstraße zum Domplatz treten. Als Randbebauung waren Plattenbauten, teils als Hochhäuser, vorgesehen. Derlei Pläne entsprachen dem Denken der Zeit, so wurden sie an anderer Stelle in Erfurt (Krämpferviertel, Löberviertel) und auch in anderen Städten (z. B. Eichplatz/Universitätshochhaus in Jena) verwirklicht. Im Andreasviertel zögerte man allerdings, da das Geld für große Bauvorhaben fehlte und der verkehrstechnische Nutzen einer Ringstraße zum Domplatz zumindest fraglich erschien. So bestand für das seit 1978 denkmalgeschützte Viertel lediglich ein Sanierungsstopp, begleitet vom punktuellen Abriss, der es nach und nach leerräumen sollte. Dafür wurden beispielsweise im Winter Dächer abgedeckt, um ein Verfaulen der Fachwerkhäuser durch Feuchtigkeit herbeizuführen. Dieser punktuelle Abriss führte dazu, dass das Andreasviertel am Ende der DDR-Zeit zu großen Teilen unbewohnt und ruinös war. Um den weiteren Verfall des Andreasviertels zu stoppen, gründete sich aus den Reihen der evangelischen Kirchen 1986 eine Bürgerinitiative, der es gelang, der Stadtverwaltung Zugeständnisse abzuringen. So wurden in der Spätphase der DDR nur noch Häuser abgerissen, bei denen eine Erhaltung nicht sinnvoll erschien. Jedoch wurde lediglich gesichert, da für Sanierungen noch immer das Geld, das Material und der politische Wille fehlte.
Nach der Wiedervereinigung zeigte sich das Andreasviertel als Mischung aus bewohnten Häusern, Ruinen und Brachflächen. Schon 1990 begannen Sanierungsarbeiten an den ersten Gebäuden. Brachflächen wurden in den folgenden Jahren wieder bebaut, sodass das Viertel insgesamt einen Aufstieg zu einer der beliebtesten Wohngegenden Erfurts erlebte. Heute stellt das Andreasviertel eine Mischung aus alten und neuen kleinen Häusern dar, wobei es gelungen ist, die Struktur des Straßenbilds weitgehend zu bewahren. Die Baulücken und größeren Brachflächen wurden inzwischen weitestgehend neu bebaut, wobei sich Projekte in der Regel an der Struktur der alten Bausubstanz orientieren (bspw. mit Giebeldächern).

## Bauwerke
Im Andreasviertel liegen einige bedeutende Bauten:
- Andreaskirche, von der es seinen Namen erhielt
- Turm der Georgskirche
- Kornhofspeicher